# Donna Vekić
Donna Vekić, född 28 juli 1996, är en kroatisk professionell tennisspelare.

## Karriär
Vekić har spelat professionell tennis sedan 2012. Bland hennes meriter kan fyra WTA-titlar nännas. 2023 tog hon sig till kvartsfinal i australiska öppna.